# Related
Related är en amerikansk TV-serie från 2005. Serien hade premiär i USA den 5 oktober 2005 och har visats i 18 avsnitt i USA. Efter det 18:e avsnittet har även pilotavsnittet, kallat avsnitt 0, visats. Titelmelodin framförs av The Veronicas, som även hade ett gästframträdande i serien i avsnitt 12. Serien visades i Sverige i TV3 2006 med start den 24 maj 2006 och i repris 2007.

## Handling
Serien handlar om de fyra systrarna Sorelli som bor i New York. Systrarna heter Ginnie, Anne, Marjee och Rose. Serien är skriven av bland andra Marta Kauffman.

## Rollfigurer

### Ginnie
31 år, har det perfekta livet – hon har lyckats i karriären som advokat, har den perfekta maken, den perfekta lägenheten och de snyggaste kläderna. Allt är snyggt och prydligt i Ginnies liv tills hon upptäcker att hon är gravid.

### Anne
Är i 25-årsåldern och den nästa äldsta av systrarna Sorelli. Hon jobbar som terapeut och vill gärna göra så mycket som möjligt för att rädda världen från orättvisor samtidigt som hon går igenom ett uppbrott från ett sju år långt förhållande.

### Marjee
23 år, jobbar som festfixare, men inser ganska snart att det är mycket roligare att gå på fester än att organisera dem. Hon hänger med många coola människor men hennes innersta längtan är att få respekt och godkännande från sina systrar.

### Rose
19 år och yngst av systrarna, pluggar på college och har precis bytt huvudämne från medicin till experimentell teater. Hon har just fått reda på att hennes bästa killkompis gillar henne, men hon vet inte riktigt om hon gillar honom, och dejtar dessutom Alex från hennes teaterklass.

## I rollerna (urval)
| Roll           | Skådespelare       |
| -------------- | ------------------ |
| Ginnie Sorelli | Jennifer Esposito  |
| Anne Sorelli   | Kiele Sanchez      |
| Marjee Sorelli | Lizzy Caplan       |
| Rose Sorelli   | Laura Breckenridge |
| Bob            | Callum Blue        |
| Joel           | Kyle Howard        |